# Gustav von Griesheim
Karl Gustav Julius von Griesheim (* 16. Juli 1798 in Berlin; † 1. Januar 1854 in Koblenz) war ein preußischer Generalmajor und einflussreicher konservativer Militärpolitiker.

## Leben

### Herkunft
Gustav entstammt einer nach dem Ort Griesheim im Ilmtal benannten Adelsfamilie von Griesheim. Er war der Sohn von Karl Ferdinand von Griesheim (1765–1838) und dessen Ehefrau Johanna Amalie Auguste, geborene von Sartorius (1770–1858). Sein Vater war preußischer Major und Chef der Garnisonkompanie der 8. Division.

### Militärkarriere
Griesheim besuchte das Friedrich-Wilhelm-Gymnasium in Berlin. Im Jahr 1813 trat er in die Preußische Armee ein. Wegen körperlicher Schwäche wurde er aber erst am 7. August 1814 als Grenadier im 2. Garde-Regiment zu Fuß angestellt. Auch die folgenden Feldzüge 1814/15 machte er nur in der Etappe mit. Am 3. Juli 1815 wurde Griesheim zum Sekondeleutnant befördert und zog mit den alliierten Truppen in Paris ein. Im Jahr 1819 wurde er zum Regimentsadjutanten ernannt. Daneben studierte er an der Universität Berlin unter anderem hörte er bei Alexander von Humboldt und Georg Wilhelm Friedrich Hegel. Seine Mitschriften der Vorlesungen Hegels dienten später als Basis für deren Edition. Er war auch Mitarbeiter der Jahrbücher für wissenschaftliche Kritik.
Am 20. November 1831 wurde Griesheim Hauptmann und Chef der 7. Kompanie im 2. Garde-Regiment zu Fuß. Er veröffentlichte ein militärisches Handbuch und wurde Dozent an der Allgemeinen Kriegsschule. Außerdem war er seit 1839 im Kriegsministerium tätig. Dort spielte er unter mehreren Kriegsministern eine bedeutende Rolle. Unter anderem war er verantwortlich für die Bezirkseinteilung der Landwehr von 1842 und für den Mobilmachungsplan von 1844. Ebenso war er an der Exerzierreglement von 1847 und der Schaffung der Zentralturnanstalt beteiligt. Er wurde 1847 dessen Direktor. Im selben Jahr wurde er zum Oberstleutnant befördert.
Seit Mai 1848 war er Vorsteher der Armeeabteilung des Kriegsministeriums. Damit nahm er einen der wichtigsten Posten des Ministeriums ein, der zuvor meist älteren Generälen vorbehalten gewesen war. Er war zuständig für Personalfragen, für die innere Führung, die militärische Ausbildung und die Kontrolle des Festungen. Nicht zu seinen Aufgaben gehörten Versorgungs- und Finanzfragen. Hinter den wechselnden Kriegsministern war er der eigentlich starke Mann des Ministeriums.
Als solcher wurde er maßgeblicher Wortführer der extrem konservativen preußischen Militärpartei, die sich im Vormärz gegen die Reformkräfte in der Armee durchsetzen konnte. Anonym veröffentlichte er während der Revolutionszeit verschiedene Flugschriften, die auf scharfe Kritik der Linken stießen. Die Deutsche Centralgewalt und die Preußische Armee, geschrieben am 23sten Juli 1848, wovon eine Gratisauflage an die Truppenkorps verteilt wurde, wandte sich mit scharfen Worten gegen die Bestrebungen der Frankfurter Nationalversammlung, Preußens Armee der Centralgewalt eines Deutschen Reiches zu unterstellen und sie in einem auf das Reichsoberhaupt und die Reichsverfassung vereidigten Reichsheer aufgehen zu lassen. Das Wort König Friedrich Wilhelms IV. vom 25. März 1848, Preußen gehe fortan in Deutschland auf, wurde darin eine „Uebereilung“ und die dem Heer vom König verliehene deutsche Kokarde „eine der preußischen Armee wider ihren Willen aufgezwungene Ehre“ genannt. Das Ministerium enthob Griesheim daraufhin seiner Stelle als Vertreter des Ministers, ohne allerdings weiter gegen ihn einzuschreiten.
Griesheim gilt auch als Verfasser der anschließend Ende November 1848 anonym erschienenen Flugschrift Gegen Demokraten helfen nur Soldaten. Der Titel greift den Schluss des „Demokratenliedes“ von Wilhelm von Merckel auf, dessen letzte Strophe am Ende ohne Nennung des Autors wiedergegeben ist.
Griesheim war stark beteiligt am Abschluss verschiedener Militärkonventionen Preußens mit verschiedenen deutschen Klein- und Mittelstaaten. Im Hintergrund war er maßgeblich verantwortlich für den antirevolutionären Staatsstreich vom Dezember 1848 in Preußen. Von Februar 1849 bis 1850 war er Mitglied der zweiten Kammer des preußischen Landtages. In der Revolutionszeit vertrat er das Ziel einer engen Anlehnung an Russland.
Als Oberst wurde Griesheim am 14. Mai 1850 zum Kommandanten von Koblenz und Ehrenbreitstein ernannt. Am Ende des Jahres war er Generalstabschef eines Armeekorps. Nach der Demobilmachung kehrte er nach Koblenz zurück. Am 22. März 1853 wurde Griesheim zum Generalmajor befördert. Er wurde nach seinem Tod auf dem Hauptfriedhof Koblenz beigesetzt.

### Familie
Griesheim hatte sich am 18. Oktober 1830 in Berlin mit Elisabeth Julie Theophile Freiin von Korff genannt von Schmysing (1809–1885) verheiratet. Aus der Ehe gingen zwei Töchter hervor:
- Hedwig Marie Elisabeth (1832–1908) ⚭ 11. September 1861 Friedrich von Wißmann (1828–1909), preußischer General der Infanterie
- Klara Auguste Antonie (1838–1860) ⚭ 16. Juli 1859 Friedrich von Wißmann (1828–1909), preußischer General der Infanterie

## Schriften
- Die Deutsche Centralgewalt und die Preußische Armee – geschrieben am 23sten Juli 1848. Deckersche Hofbuchdruckerei, Berlin 1848 (Digitalisat).
- Gegen Demokraten helfen nur Soldaten. Ende November 1848. Deckersche Hofbuchdruckerei, Berlin 1848 (Digitalisat).